# Меч Шарпа
«Меч Шарпа» — одна из серий английского исторического телесериала «Приключения королевского стрелка Шарпа», снятая по мотивам  романа Бернарда Корнуэлла «Клинок Шарпа», в ней показан вымышленный эпизод войны на Пиренейском полуострове.

## Описание сюжета
1813 год. На франко-испанской границе французский патруль захватывает экипаж, в котором едет священник и три монахини. Французы знают, что священник — духовник английского секретного агента эль-Мирадора, лучшего из агентов Веллингтона, и подвергают его пыткам, пытаясь выбить из него признание. Французы убивают незадачливых пассажиров, но молодой монахине удаётся спастись. На французов натыкается отряд стрелков Шарпа, и после стычки выжившие французы попадают в плен. Коварный полковник Леру, командир отряда, убивает своего помощника-капитана и меняется формой с трупом.  
Найдя у пленного «капитана» листок с зашифрованным приказом, Шарп подозревает в нём командира отряда. Однако ему не удаётся убедить в этом своего командира, капитана Джека Спирса, хотя они и друзья. Шарп даже заставляет пленника переодеться в полковничий мундир, который сидит на пленном как влитой (а капитанский мундир ему маловат), но Спирс остаётся при своём мнении и отпускает пленника под честное слово. Молодая монахиня, разуверившаяся в христианстве, привязывается к Шарпу, она утратила дар речи из-за перенесённого страха.
Тем временем в лагере майор разведки Мунго Мунро узнаёт, что Наполеон лично послал полковника своей имперской гвардии Леру, чтобы захватить эль-Мирадора. Чтобы защитить Мирадора, Мунро приказывает Шарпу и Шестому Эссекскому полку под командой Баркли выдвинуться в город, где находится Мирадор и захватить Леру, но отказывается раскрыть Шарпу личность агента. Англичане входят в город, французский отряд запирается в крепости. Неожиданно французы делают вылазку, Леру нарушает своё слово и присоединяется к соотечественникам, закалывая при этом безоружного мальчишку-офицера на глазах у Шарпа. В городе Шарп встречает своего давнего врага сэра Генри Симмерсона, назначенного на пост британского представителя в городе, и старого священника отца Куртиса, работающего в госпитале. 
Ночью полк идёт на штурм, но французы отбивают англичан, нанеся им большие потери. Баркли убит, а заменивший его в бою Шарп тяжело ранен. У него начинается горячка, грозящая смертью. Харпер и девушка прибегают к древнему средству кельтской медицины «убей или исцели». Они обливают Шарпа холодной водой и заворачивают его в шерсть. К девушке возвращается дар речи, она признаётся очнувшемуся Шарпу в любви. Шарп посылает за подмогой и приказывает рядовому Харрису, как самому грамотному, расшифровать сообщение, полученное от Леру через Спирса. Харрису удаётся расшифровать послание, Шарп узнаёт, что Спирс — предатель. Однако он не знает, что это проделка Леру. Шарп даёт Спирсу возможность умереть с почётом на поле боя. После обстрела форта англичане берут приступом форт. Леру отдаёт Шарпу шпагу, но тот не принимает его сдачи, вызывает француза на поединок и убивает его.  
Во время отсутствия Шарпа Симмерсон пытается изнасиловать девушку, но его останавливает отец Куртис. Священник обвиняет Симмерсона в измене (он выдал французам план первого штурма) и берёт предателя в плен.

## Отличия от романа
Сюжет этого эпизода во многом расходится с романом, особенно в отношении некоторых главных героев.
Маркиза была выписана из эпизода и вместо этого использовалась, хотя и в совершенно другой роли, в «Чести Шарпа». В книге она сестра полковника Леру. Ее роль в предательстве британцев играет сэр Генри Симмерсон, которого нет в романе.
Персонаж Джека Спирса в фильме стал намного более симпатичным. В книге он игрок, который проиграл все свое состояние за столом и развращен Леру, а в телефильме он поддается пыткам французского полковника. Он умирает как герой и в романе, и в фильме, но в первом его не побуждает к этому Шарп, который обнаруживает предательство дворянина только тогда, когда он уже умирает.
Некоторые персонажи, в частности «Девушка» и майор Манро, были созданы для телефильма и вообще не появляются в романе.
Хотя в романе упоминается любовь сержанта Харпера к испанке, девушку зовут Изабелла (а не Рамона, которая является только телевизионным персонажем), и они не женятся. Харпер ранен и в фильме, и в романе, но в последнем его рана намного хуже. И Шарп, и Харпер ранены при попытке помешать Леру сбежать, в отличие от штурма форта (которого в фильме только один, а в романе их три).
В романе битва при Саламанке является кульминацией истории. Ричард Шарп принимает участие в знаменитой атаке кавалерии KGL у Гарсии Эрнандеса и прорывает каре французской пехоты. Ничего этого не показано в телефильме, который заканчивается нападением на форты Саламанки. Следует предположить, что в телефильме не было показано полное сражение из-за требуемого количества и сложности изображения полной кавалерийской атаки в таком масштабе.

## В ролях
| Актёр          | Роль                    |
| -------------- | ----------------------- |
| Шон Бин        | Ричард Шарп             |
| Дара О’Мэлли   | Сержант Патрик Харпер   |
| Джон Тэмс      | рядовой Дэниел Хагман   |
| Джейсон Салки  | рядовой Харрис          |
| Эмили Мортимер | Lass                    |
| Джеймс Пьюрфой | капитан Джек Спирс      |
| Майкл Кокрейн  | сэр Генри Симмерсон     |
| Патрик Фьерри  | гвардии полковник Леру  |
| Джон Кавана    | Отец Куртис/эль-Мирадор |

## Внешние ссылки
- Sharpe's Sword (англ.) на сайте Internet Movie Database
- Sharpe's Sword at SharpeFilm.com